# Systeemtheorie (management)
De systeemtheorie (ook wel systeembenadering) is een managementperspectief dat in het begin van de jaren 50 ontstond en tot op de dag van vandaag diverse aanhangers kent.

## Kenmerken
De systeemtheorie is een soort van integratie van het klassiek managementperspectief en human relations. Zo neigt de mechanistische visie van het systeem naar het klassiek managementperspectief en het erkennen van de complexiteit en de invloed van mensen binnen dit systeem naar human relations.
Zoals de naam aangeeft, beschouwt de systeemtheorie een organisatie als een systeem dat bestaat uit verschillende onderdelen of subsystemen. Een organisatie is dus een verzameling van onderling verbonden en van elkaar afhankelijke onderdelen of subsystemen die samen één geheel vormen. Een subsysteem bestaat uit samenhangende entiteiten en componenten of kenmerken van deze entiteiten. De hoedanigheid van de componenten wordt sterk bepaald door de entiteiten van het subsysteem in kwestie. Elk subsysteem wordt vaak geduid of getypeerd met een naam. Deze naamgeving verwijst doorgaans naar het typisch karakter van de entiteiten en het onderscheidend vermogen van de andere subsystemen binnen de organisatie.
Om deze abstracte begrippen meer concreet te maken, kunnen we vooreerst gebruikmaken van de metafoor van een klok die bestaat uit diverse radertjes en veren. De klok is het integrale systeem, terwijl de radertjes en de veren twee soorten entiteiten vormen. De radertjes zijn samenhangende entiteiten waarbij de roteersnelheid en de mechanische complexiteit componenten kunnen zijn. De veren van de klok zijn andere entiteiten waarbij de veer- en trekkracht componenten kunnen vormen. Als zodanig zouden we twee subsystemen kunnen onderscheiden in de klok: het aandrijfsysteem en het spanningssysteem van de veren.
Wanneer we de abstracte begrippen vervolgens plaatsen binnen een organisatiecontext, dan kunnen we in een organisatie verschillende subsystemen onderscheiden. Elk subsysteem wordt dan geassocieerd met andere entiteiten. Zo kan een subsysteem bijvoorbeeld betrekking hebben op mensen of op informatiestromen of op managementactiviteiten.
Relevante componenten van de entiteit mensen kunnen de wensen, de noden en de behoeften van mensen zijn. Relevante componenten van de entiteit informatiestromen daarentegen zouden kanalen en informatievormen kunnen zijn.
Systemen en subsystemen opereren niet in het luchtledige maar in een bepaalde omgeving. Dit in acht genomen kan men 2 systemen onderscheiden van elkaar: een gesloten en een open systeem.
Een gesloten systeem vertoont geen wisselwerking met de omgeving. Ze oefent er geen invloed op uit en ze wordt er ook niet door beïnvloed.
Een open systeem kent een dynamische, intense wisselwerking met de omgeving. Ze oefent er wel invloed op uit en ze wordt er door beïnvloed.